# Jumbo-Pfandbrief
Jumbo-Pfandbrief ist der im Bankwesen entstandene Begriff für einen Pfandbrief mit einem Marktvolumen von mindestens 1 Milliarde Euro. 

## Allgemeines
Bei Jumbo-Pfandbriefen spielt die Marktliquidität und Marktbreite der Emissionen eine besondere Rolle. Dieses Marktsegment großvolumiger Pfandbriefe orientiert sich an den Liquiditätsvorstellungen internationaler institutioneller Anleger, die auch zu einem  großen Handelsvolumen beitragen. Allerdings sorgt das Market-Making dafür, dass auch Kleinanleger für diese Pfandbriefe börsentäglich einen Kauf- und Verkaufskurs erhalten. Der Begriff Jumbo-Pfandbrief ist nicht gesetzlich definiert, es gibt aber so genannte Mindeststandards, die von den Emittenten (vor allem der Verband deutscher Pfandbriefbanken) festgelegt wurden und definieren, was einen Jumbo-Pfandbrief ausmacht.
Entscheidend ist das Marktvolumen der gesamten Emission, das nach den „Mindeststandards für die Emission von Jumbo-Pfandbriefen“ mindestens 1 Milliarde Euro betragen muss. Das tatsächliche Handelsvolumen an den Börsen ist dagegen nicht maßgebend. Pfandbriefe, die nach dem 9. Januar 2012 emittiert wurden, erhalten den Jumbo-Status, sofern ein ausstehendes Volumen von mindestens 1 Mrd. Euro erreicht wird, wobei es keine spezifische Mindestvolumensgrenze zum Erstemissionszeitpunkt gibt. Vor dem 9. Januar 2012 begebene Jumbo-Pfandbriefe mussten bei Erstemission ein Volumen von mindestens 750 Mio. Euro aufweisen und binnen 180 Kalendertagen auf 1 Mrd. Euro aufgestockt werden.

## Geschichte
Der Preußenkönig Friedrich der Große hatte 1769 Pfandbriefe als Wertpapiere eingeführt, um der damaligen Kreditklemme des Adels zu begegnen und den Wiederaufbau des vom Krieg verwüsteten Preußens zu fördern. Der erste Jumbo-Pfandbrief wurde im Mai 1995 durch die Frankfurter Hypothekenbank ausgegeben.
Der Anfang September 2008 gestartete Versuch, das telefonische Market-Making für Jumbo-Pfandbriefe erneut zu starten, schlug wegen der kurze Zeit später eintretenden Insolvenz der Lehman Brothers fehl.

## Kriterien
Einige Kriterien, die ein Jumbo-Pfandbrief erfüllen muss:
- Das Mindestvolumen muss 1 Milliarde Euro betragen. Bei der Erstemission kann das Volumen 750 Millionen Euro betragen, allerdings ist der Emittent dann verpflichtet, innerhalb von 180 Kalendertagen auf mindestens 1 Milliarde Euro zu erhöhen.
- Es muss sich um festverzinsliche, endfällige Pfandbriefe mit jährlich nachträglicher Zinszahlung (sogenannte Straight Bonds) handeln.
- Es sind mindestens fünf Market-Maker zu bestimmen, die zu den üblichen Handelszeiten simultan Geld- und Briefkurse für Abschlüsse bis zu 15 Millionen Euro stellen. Der Emittent kann diese Funktion selbst wahrnehmen. Die Market-Maker sind verpflichtet, bei der Quotierung von Geld- und Briefkursen bestimmte Spannen nicht zu überschreiten.
- Der Pfandbrief muss unverzüglich nach seiner Begebung an einem organisierten Markt in einem EU-Mitgliedstaat oder in einem anderen Vertragsstaat des Europäischen Wirtschaftsraums eingeführt werden.

Diese und andere Kriterien sind in den Mindeststandards für Jumbo-Pfandbriefe festgelegt, die auf der Webseite des Verbandes deutscher Pfandbriefbanken veröffentlicht werden.

## Indizes
Die Deutsche Börse AG berechnet den Börsenindex eb.rexx® Jumbo Pfandbriefe. Er beinhaltet die 25 liquidesten Pfandbriefe auf der Handelsplattform EurexBonds mit Restlaufzeiten zwischen 1,5 und 10,5 Jahren. Dazu gibt es eine Indexfamilie für verschiedene Restlaufzeiten.

## Länderjumbos
Jumbo-Anleihen werden auch gemeinsame öffentliche Anleihen von kleineren Bundesländern oder Stadtstaaten (wie Bremen, Hamburg, Mecklenburg-Vorpommern, Rheinland-Pfalz, Saarland, Schleswig-Holstein und Thüringen) genannt, die alleine keine kapitalmarktfähige Größenordnung erreichen und erst durch ein gebündeltes Anleihevolumen kapitalmarktfähige Beträge zusammenbringen. Die beteiligten Bundesländer übernehmen die Verpflichtungen aus dem Schuldendienst (Zins- und Tilgungsleistungen) entsprechend ihrer jeweiligen Quote am Gesamtvolumen der Emission. Eine gesamtschuldnerische Haftung ist nach Art. 109 Abs. 3 Grundgesetz ausgeschlossen. In ihren Anleihebedingungen unterscheiden sie sich nicht von anderen Anleihen. Die erste Gemeinschaftsanleihe dieser Art wurde von 7 Bundesländern im August 1996 herausgegeben und umfasste ein Volumen von 4 Mrd. DM.